# شیئوگاما، میاگی
شیئوگاما در استان میاگی در کشور ژاپن  واقع شده‌است  که دارای جمعیت ۵۸٬۰۵۷ نفر و مساحت ۱۷٫۸۶ کیلومتر مربع با تراکم جمعیت ۳٬۲۵۱  نفر در کیلومترمربع است و در تاریخ ۲۳ نوامبر ۱۹۴۱ به عنوان شهر شناخته شد.